# Hardinxveld-Giessendam
Hardinxveld-Giessendam es un municipio neerlandés situado en la provincia de Holanda Meridional.
En 2016 tiene 17 775 habitantes.
Comprende las localidades o barrios de Boven-Hardinxveld y Giessendam/Neder-Hardinxveld. El municipio fue creado en 1957 mediante la fusión de Hardinxveld y Giessendam.
Se ubica en la periferia oriental de Dordrecht, unos 20 km al sureste de Róterdam.